# Can Gio

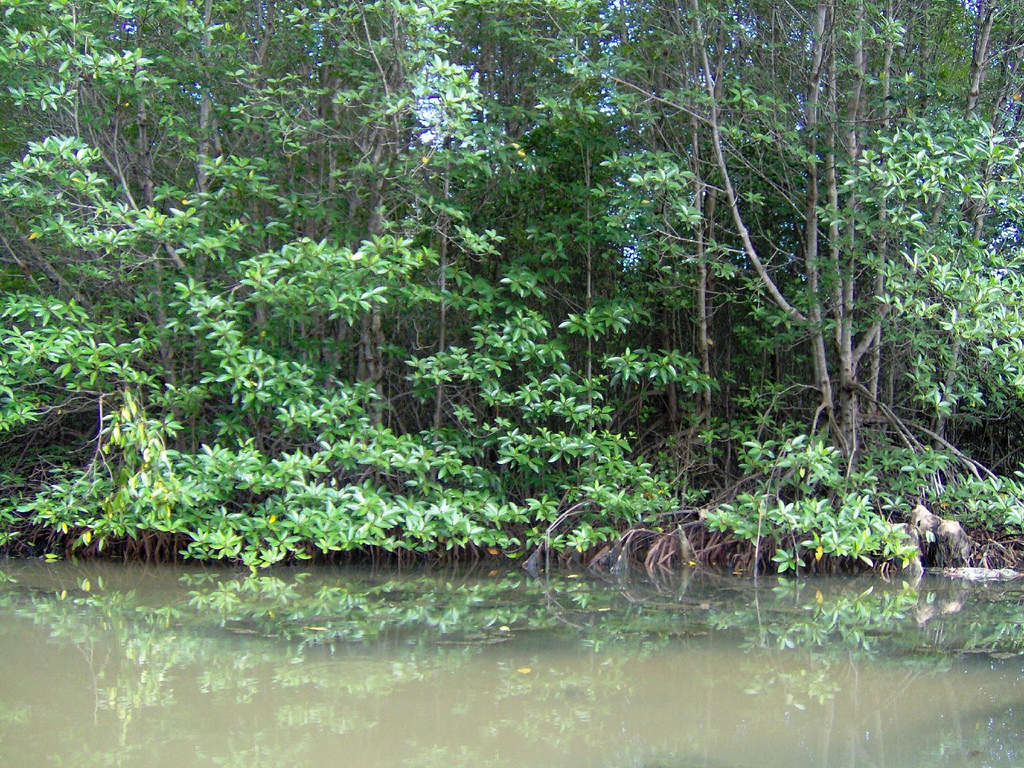

Can Gio est une mangrove située à 40 kilomètres au sud-est de Hô-Chi-Minh-Ville. Autrefois refuge des Bình Xuyên, elle est aujourd'hui classée réserve naturelle et réserve de biosphère par l'Unesco. Elle s'étend sur 71,371 hectares.